# سی و هفتمین دوره جوایز بفتا
 سی و هفتمین دوره جوایز بفتا (به انگلیسی: 37st British Academy Film Awards) در سال ۱۹۸۴ به افتخار فیلم ۱۹۸۳ در لندن برگزار شد .

## جوایز و نامزدها
| ۱۹۸۳ 37th | بهترین بازیگر نقش اول مرد |              |                     |                                   |
| ۱۹۸۳ 37th | بهترین بازیگر نقش اول مرد | مایکل کین    | Educating Rita      | Dr. Frank Bryant                  |
| ۱۹۸۳ 37th | بهترین بازیگر نقش اول مرد | داستین هافمن | توتسی               | Michael Dorsey / Dorothy Michaels |
| ۱۹۸۳ 37th | بهترین بازیگر نقش اول مرد | مایکل کین    | The Honorary Consul | Charley Fortnum, Consul           |
| ۱۹۸۳ 37th | بهترین بازیگر نقش اول مرد | رابرت د نیرو | سلطان کمدی          | Rupert Pupkin                     |

- بهترین بازیگر نقش اول زن  جولی والترز
- بهترین بازیگر نقش مکمل مرد  دنهلم الیوت
- بهترین بازیگر نقش مکمل زن  جیمی لی کرتیس
- بهترین کارگردان 'بیل فورسیت' برای فیلم قهرمان محلی
- بهترین فیلم ریتای محصل
- جایزه بفتای بهترین فیلمنامه ارجینال سلطان کمدی
- جایزه بفتای بهترین فیلمنامه اقتباسی Heat and Dust